# Olympische Jugend-Sommerspiele 2010/Teilnehmer (Südkorea)
| Gelbes Symbol für Goldmedaillen mit stilisierten Olympischen Ringen | Graues Symbol für Silbermedaillen mit stilisierten Olympischen Ringen | Braundes Symbol für Bronzemedaillen mit stilisierten Olympischen Ringen |
| ------------------------------------------------------------------- | --------------------------------------------------------------------- | ----------------------------------------------------------------------- |
| 11                                                                  | 4                                                                     | 4                                                                       |

Die Jugend-Olympiamannschaft aus Südkorea für die I. Olympischen Jugend-Sommerspiele vom 14. bis 26. August 2010 in Singapur bestand aus 72 Athleten.

## Athleten nach Sportarten

### Badminton
| Mädchen - Choi Hye-in Einzel: 9. Platz | Jungen - Kang Ji-wook Einzel: Bronze |

### Basketball
Mädchen
- Cha Yea-jin
- Jeong Yu-jin
- Kang Kye-lee
- Lee Ryeong
3 × 3: 7. Platz

### Bogenschießen
| Mädchen - Gwak Ye-ji Einzel: Gold Mixed: 17. Platz (mit Gyi Aung Gyi Myanmar) | Jungen - Park Min-beom Einzel: 6. Platz Mixed: 17. Platz (mit Kristina Zaynutdinova Tadschikistan) |

### Fechten
| Mädchen - Choi Deok-ha Florett Einzel: 10. Platz - Lee Hye-won Degen Einzel: 6. Platz Mixed: 8. Platz (im Team Asien-Ozeanien 2) - Seo Ji-yeon Säbel Einzel: 5. Platz Mixed: 4. Platz (im Team Asien-Ozeanien 1) | Jungen - Lee Gwang-hyeon Florett Einzel: Bronze Mixed: 4. Platz (im Team Asien-Ozeanien 1) - Na Byeong-hun Degen Einzel: 4. Platz Mixed: 4. Platz (im Team Asien-Ozeanien 1) - Song Jong-hun Säbel Einzel: Gold Mixed: 4. Platz (im Team Asien-Ozeanien 1) |

### Gewichtheben
Mädchen
- Park Yoon-hee
Superschwergewicht: 6. Platz

### Handball
Jungen
- Silber
- Choi Hi-min
- Ha Min-ho
- Hwang Do-yeop
- Lim Seung-hoon
- Oh Sang-hwan
- Park Hyung-geon
- Jang In-sung
- Lee Hyeon-sik
- Yoo Hyun-ki
- Yoo Sung-kyoung
- Kim Ming-yu
- Choi Hyeon-keun
- Lee Han-sol
- Lee Jeong-hwa

### Hockey
Mädchen
- 4. Platz
- Lee Ju-young
- Choi Su-ji
- Heo Ji-hee
- Nam So-ri
- Park Eun-jung
- Baek I-seul
- Hong Mi-ra
- Jeong Da-young
- Kang Ji-na
- Kim Mi-rae
- Lee Da-ye
- Oh Ye-seul
- Choi Yong-seon
- Kim Sol
- Lee Yu-ri
- Park Ju-hui

### Judo
| Mädchen - Bae Seul-bi Klasse bis 44 kg: Gold Mixed: Bronze (im Team Tokio) | Jungen - Lee Jae-hyung Klasse bis 81 kg: Gold Mixed: 5. Platz (im Team Hamilton) |

### Leichtathletik
| Mädchen - Jeong Ye-lim Diskuswurf: 8. Platz | Jungen - Choi Dong-baek 400 m: 11. Platz Staffellauf: 5. Platz (im Team Asien) - Jung Hae-in Weitsprung: 12. Platz |

### Moderner Fünfkampf
| Mädchen - Choi Min-ji Einzel: 8. Platz Mixed: Silber (mit Eslam Hamad Ägypten) | Jungen - Kim Dae-beom Einzel: Gold Mixed: Silber (mit Zhu Wenjing Volksrepublik China) |

### Ringen
| Mädchen - Moon Jin-ju Freistil bis 70 kg: Silber | Jungen - Choi Jun-hyeong Griechisch-römisch bis 85 kg: 7. Platz |

### Schießen
| Mädchen - Kim Jang-mi Luftpistole 10 m: Gold - Go Do-won Luftgewehr 10 m: Gold | Jungen - Choi Dae-han Luftpistole 10 m: Bronze - Kim Yong Luftgewehr 10 m: 4. Platz |

### Schwimmen
| Mädchen - Kim Hye-jin 50 m Brust: DNS 200 m Lagen: 13. Platz | Jungen - Jang Gyu-cheol 50 m Schmetterling: Silber 100 m Schmetterling: Gold 200 m Schmetterling: 5. Platz - Yoo Kyu-sang 100 m Schmetterling: 14. Platz 200 m Schmetterling: 17. Platz |

### Segeln
Jungen
- Kim Chan-eui
Windsurfen: 4. Platz

### Taekwondo
| Mädchen - Kim So-hui Klasse bis 49 kg: 9. Platz - Jeon Soo-yeon Klasse bis 63 kg: Gold | Jungen - Seo Byeong-deok Klasse bis 63 kg: Gold - Kim Jin-hak Klasse bis 73 kg: Gold |

### Tischtennis
| Mädchen - Yang Ha-eun Einzel: Bronze Mixed: Silber | Jungen - Kim Dong-hyun Einzel: 9. Platz Mixed: Silber |

### Triathlon
| Mädchen - Kim Hee-sun Einzel: DNF | Jungen - Lee Ji-hong Einzel: 24. Platz Mixed: 8. Platz (im Team Asien 1) |

### Turnen

#### Gymnastik
| Mädchen - Park Kyung-jin Einzelmehrkampf: 16. Platz | Jungen - Jo Yeong-gwang Einzelmehrkampf: 22. Platz |